# Final del Torneo Apertura 2025 (Colombia)
La final del Torneo Apertura 2025 de Colombia fue una serie de partidos de fútbol que se disputaron entre el 24 y el 29 de junio de 2025 para definir el campeón de la centésima (100a.) edición de la Categoría Primera A, máxima categoría del fútbol profesional de Colombia. Esta llave representó la última fase de la competición y la disputaron Independiente Medellín y Santa Fe, ganadores de los grupos A y B de los cuadrangulares semifinales del torneo.
En esta fase, la regla del gol de visitante no se tuvo en cuenta como medida de desempate en caso de empate en goles ni hubo tiempos extras una vez finalizados los 180 minutos reglamentarios de la llave, sino que directamente se procedería a definir la llave por tiros desde el punto penal. En el partido de vuelta fue local Independiente Medellín, por ser el equipo con mejor puntaje acumulado del torneo (sumatoria de puntos obtenidos por cada equipo en las fases previas a la final).
Santa Fe fue el campeón de este torneo, ganando su décimo título de liga luego de vencer al Independiente Medellín por un marcador global de 2:1, al empatar sin goles en el partido de ida jugado en Bogotá y ganar el partido de vuelta jugado en Medellín.
Como ganador de esta llave y en consecuencia, del campeonato, Santa Fe obtuvo el derecho a disputar la Copa Libertadores 2026 desde la fase de grupos y la Superliga de Colombia 2026 y también se le otorgó un premio de 500 mil dólares por parte de Conmebol y la Federación Colombiana de Fútbol, los cuales se suman a los 3 millones de dólares que recibe el equipo al obtener su clasificación a la fase de grupos de la Copa Libertadores, más 300 mil dólares por partido ganado en esa instancia.

## Llave
| Bandera del departamento de Antioquia | vs. |              |
| ------------------------------------- | --- | ------------ |
| Independiente Medellín 0 1            | vs. | Santa Fe 0 2 |

## Estadios
| Bogotá                            | Medellín                  |
| --------------------------------- | ------------------------- |
| Estadio Nemesio Camacho El Campín | Estadio Atanasio Girardot |
| Capacidad: 36 343                 | Capacidad: 46 000         |
|                                   |                           |

## Antecedentes
Esta fue la segunda ocasión en la que Independiente Medellín y Santa Fe se enfrentaron en una final de la máxima categoría del fútbol profesional colombiano, después de la definición del Torneo Finalización 2014, donde el onceno bogotano en aquel entonces dirigido por el argentino Gustavo Costas alcanzó su octava estrella al vencer al equipo antioqueño comandado por Hernán Torres. El partido de ida de aquella final, jugado en Medellín, fue ganado por Santa Fe por un marcador de dos goles a uno con anotaciones de Francisco Meza y Wilson Morelo, mientras que Germán Cano descontó para el poderoso de la montaña. En el partido de vuelta los equipos igualaron a un tanto, con goles de Luis Carlos Arias para el cuadro cardenal y Andrés Mosquera Guardia para el Independiente Medellín, con lo cual el marcador global quedó 3:2 a favor de Santa Fe. Ambos equipos también se enfrentaron en la Superliga de Colombia 2017, competencia a la cual clasificaron al haber ganado los campeonatos de liga disputados en la temporada 2016. Esta serie también fue ganada por Santa Fe, luego de empatar sin goles en el partido de ida jugado en el estadio Atanasio Girardot y ganar 1:0 la vuelta en el estadio El Campín de Bogotá.
Esta también fue la duodécima aparición en una final de torneos cortos para el Independiente Medellín, de las cuales había ganado cuatro, mientras Santa Fe disputó por novena vez una final de liga bajo la modalidad de torneos cortos, de las cuales ganó tres. La participación más reciente del Independiente Medellín en una final había sido en el Finalización 2023, donde fue derrotado por el Junior de Barranquilla, mientras que la última vez que Santa Fe había accedido a la fase decisiva del campeonato fue en el Apertura 2024, cayendo ante el Atlético Bucaramanga.

## Estadísticas

### Enfrentamientos previos en 2025
Por liga los equipos se enfrentaron en la fase todos contra todos del torneo, con triunfo del cuadro poderoso:
| Apertura | Todos contra todos | Santa Fe | 1 : 2 | Independiente Medellín | Nemesio Camacho El Campín | 14 de abril | 19:00 |

### Campaña de los finalistas
A continuación se encuentran tabuladas las estadísticas del Independiente Medellín y de Santa Fe en las fases previas a la final (todos contra todos y cuadrangulares semifinales):
| Equipos                | PJ | PG | PE | PP | GF | GC | Dif. | Pts. | Rend.  |
| ---------------------- | -- | -- | -- | -- | -- | -- | ---- | ---- | ------ |
| Independiente Medellín | 26 | 12 | 10 | 4  | 28 | 15 | 13   | 46   | 59,0 % |
| Santa Fe               | 26 | 13 | 6  | 7  | 36 | 29 | 7    | 45   | 57,7 % |

#### Independiente Medellín
| Fecha                                                                                           | Fase                               | Estadio                                      | Local                  | Resultado | Visitante              |
| ----------------------------------------------------------------------------------------------- | ---------------------------------- | -------------------------------------------- | ---------------------- | --------- | ---------------------- |
| 26 de enero                                                                                     | Todos contra todos                 | Armando Maestre Pavajeau, Valledupar         | Alianza F. C.          | 1 : 1     | Independiente Medellín |
| 2 de febrero                                                                                    | Todos contra todos                 | Atanasio Girardot, Medellín                  | Independiente Medellín | 3 : 0     | Boyacá Chicó           |
| 9 de febrero                                                                                    | Todos contra todos                 | Polideportivo Sur, Envigado                  | Envigado F. C.         | 0 : 1     | Independiente Medellín |
| 12 de febrero                                                                                   | Todos contra todos                 | Atanasio Girardot, Medellín                  | Independiente Medellín | 1 : 1     | Unión Magdalena        |
| 15 de febrero                                                                                   | Todos contra todos                 | El Campín, Bogotá                            | Millonarios            | 0 : 1     | Independiente Medellín |
| 27 de febrero                                                                                   | Todos contra todos                 | Atanasio Girardot, Medellín                  | Independiente Medellín | 3 : 0     | Llaneros               |
| 3 de marzo                                                                                      | Todos contra todos                 | Atanasio Girardot, Medellín                  | Independiente Medellín | 1 : 0     | Deportivo Pasto        |
| 8 de marzo                                                                                      | Todos contra todos                 | Metropolitano de Techo, Bogotá               | La Equidad             | 0 : 0     | Independiente Medellín |
| 16 de marzo                                                                                     | Todos contra todos                 | Atanasio Girardot, Medellín                  | Independiente Medellín | 0 : 0     | Deportivo Cali         |
| 23 de marzo                                                                                     | Todos contra todos                 | Atanasio Girardot, Medellín                  | Atlético Nacional      | 1 : 1     | Independiente Medellín |
| 29 de marzo                                                                                     | Todos contra todos                 | Atanasio Girardot, Medellín                  | Independiente Medellín | 0 : 0     | Águilas Doradas        |
| 6 de abril                                                                                      | Todos contra todos                 | Metropolitano Roberto Meléndez, Barranquilla | Junior                 | 1 : 0     | Independiente Medellín |
| 14 de abril                                                                                     | Todos contra todos                 | El Campín, Bogotá                            | Santa Fe               | 1 : 2     | Independiente Medellín |
| 19 de abril                                                                                     | Todos contra todos                 | Atanasio Girardot, Medellín                  | Independiente Medellín | 2 : 0     | Once Caldas            |
| 27 de abril                                                                                     | Todos contra todos                 | Metropolitano de Techo, Bogotá               | Fortaleza CEIF         | 0 : 0     | Independiente Medellín |
| 4 de mayo                                                                                       | Todos contra todos                 | Atanasio Girardot, Medellín                  | Independiente Medellín | 1 : 1     | Atlético Nacional      |
| 9 de mayo                                                                                       | Todos contra todos                 | Américo Montanini, Bucaramanga               | Atlético Bucaramanga   | 2 : 0     | Independiente Medellín |
| 15 de mayo                                                                                      | Todos contra todos                 | Atanasio Girardot, Medellín                  | Independiente Medellín | 0 : 1     | Deportes Tolima        |
| 19 de mayo                                                                                      | Todos contra todos                 | Atanasio Girardot, Medellín                  | Independiente Medellín | 2 : 0     | Deportivo Pereira      |
| 25 de mayo                                                                                      | Todos contra todos                 | Olímpico Pascual Guerrero, Cali              | América de Cali        | 2 : 0     | Independiente Medellín |
| Independiente Medellín avanzó de fase como octavo (8.°) en el todos contra todos con 32 puntos. |                                    |                                              |                        |           |                        |
| 31 de mayo                                                                                      | Cuadrangulares semifinales Grupo A | Atanasio Girardot, Medellín                  | Independiente Medellín | 1 : 1     | América de Cali        |
| 4 de junio                                                                                      | Cuadrangulares semifinales Grupo A | Manuel Murillo Toro, Ibagué                  | Deportes Tolima        | 1 : 3     | Independiente Medellín |
| 8 de junio                                                                                      | Cuadrangulares semifinales Grupo A | Metropolitano Roberto Meléndez, Barranquilla | Junior                 | 0 : 1     | Independiente Medellín |
| 11 de junio                                                                                     | Cuadrangulares semifinales Grupo A | Atanasio Girardot, Medellín                  | Independiente Medellín | 1 : 0     | Junior                 |
| 15 de junio                                                                                     | Cuadrangulares semifinales Grupo A | Atanasio Girardot, Medellín                  | Independiente Medellín | 2 : 1     | Deportes Tolima        |
| 19 de junio                                                                                     | Cuadrangulares semifinales Grupo A | Olímpico Pascual Guerrero, Cali              | América de Cali        | 1 : 1     | Independiente Medellín |
| Independiente Medellín avanzó de fase como ganador del grupo A con 14 puntos.                   |                                    |                                              |                        |           |                        |

|  |                                     |
|  | Triunfo del Independiente Medellín. |
|  | Empate.                             |
|  | Derrota del Independiente Medellín. |

#### Santa Fe
| Fecha                                                                            | Fase                               | Estadio                                   | Local             | Resultado | Visitante              |
| -------------------------------------------------------------------------------- | ---------------------------------- | ----------------------------------------- | ----------------- | --------- | ---------------------- |
| 26 de enero                                                                      | Todos contra todos                 | El Campín, Bogotá                         | Santa Fe          | 2 : 1     | Deportivo Pereira      |
| 31 de enero                                                                      | Todos contra todos                 | El Campín, Bogotá                         | Santa Fe          | 0 : 0     | Deportes Tolima        |
| 7 de febrero                                                                     | Todos contra todos                 | Alberto Grisales, Rionegro                | Águilas Doradas   | 0 : 0     | Santa Fe               |
| 12 de febrero                                                                    | Todos contra todos                 | El Campín, Bogotá                         | Santa Fe          | 2 : 2     | Atlético Nacional      |
| 15 de febrero                                                                    | Todos contra todos                 | Olímpico Pascual Guerrero, Cali           | América de Cali   | 2 : 0     | Santa Fe               |
| 28 de febrero                                                                    | Todos contra todos                 | Polideportivo Sur, Envigado               | Envigado F. C.    | 1 : 7     | Santa Fe               |
| 9 de marzo                                                                       | Todos contra todos                 | El Campín, Bogotá                         | Santa Fe          | 2 : 0     | Fortaleza CEIF         |
| 15 de marzo                                                                      | Todos contra todos                 | Estadio Palogrande, Manizales             | Once Caldas       | 0 : 1     | Santa Fe               |
| 19 de marzo                                                                      | Todos contra todos                 | El Campín, Bogotá                         | Santa Fe          | 1 : 1     | Atlético Bucaramanga   |
| 22 de marzo                                                                      | Todos contra todos                 | El Campín, Bogotá                         | Santa Fe          | 3 : 2     | Millonarios            |
| 26 de marzo                                                                      | Todos contra todos                 | El Campín, Bogotá                         | Millonarios       | 2 : 0     | Santa Fe               |
| 30 de marzo                                                                      | Todos contra todos                 | Sierra Nevada, Santa Marta                | Unión Magdalena   | 0 : 1     | Santa Fe               |
| 4 de abril                                                                       | Todos contra todos                 | El Campín, Bogotá                         | Santa Fe          | 1 : 1     | Deportivo Pasto        |
| 10 de abril                                                                      | Todos contra todos                 | Metropolitano de Techo, Bogotá            | La Equidad        | 2 : 1     | Santa Fe               |
| 14 de abril                                                                      | Todos contra todos                 | El Campín, Bogotá                         | Santa Fe          | 1 : 2     | Independiente Medellín |
| 27 de abril                                                                      | Todos contra todos                 | El Campín, Bogotá                         | Santa Fe          | 0 : 0     | Boyacá Chicó           |
| 30 de abril                                                                      | Todos contra todos                 | Bello Horizonte - Rey Pelé, Villavicencio | Llaneros          | 0 : 1     | Santa Fe               |
| 10 de mayo                                                                       | Todos contra todos                 | El Campín, Bogotá                         | Santa Fe          | 2 : 1     | Junior                 |
| 17 de mayo                                                                       | Todos contra todos                 | Deportivo Cali, Palmira                   | Deportivo Cali    | 0 : 2     | Santa Fe               |
| 25 de mayo                                                                       | Todos contra todos                 | Armando Maestre Pavajeau, Valledupar      | Alianza F. C.     | 6 : 1     | Santa Fe               |
| Santa Fe avanzó de fase como sexto (6.°) en el todos contra todos con 33 puntos. |                                    |                                           |                   |           |                        |
| 1 de junio                                                                       | Cuadrangulares semifinales Grupo B | El Campín, Bogotá                         | Santa Fe          | 0 : 1     | Millonarios            |
| 5 de junio                                                                       | Cuadrangulares semifinales Grupo B | Palogrande, Manizales                     | Once Caldas       | 1 : 2     | Santa Fe               |
| 8 de junio                                                                       | Cuadrangulares semifinales Grupo B | Atanasio Girardot, Medellín               | Atlético Nacional | 1 : 2     | Santa Fe               |
| 12 de junio                                                                      | Cuadrangulares semifinales Grupo B | El Campín, Bogotá                         | Santa Fe          | 1 : 2     | Atlético Nacional      |
| 16 de junio                                                                      | Cuadrangulares semifinales Grupo B | El Campín, Bogotá                         | Santa Fe          | 1 : 0     | Once Caldas            |
| 19 de junio                                                                      | Cuadrangulares semifinales Grupo B | El Campín, Bogotá                         | Millonarios       | 1 : 2     | Santa Fe               |
| Santa Fe avanzó de fase como ganador del grupo B con 12 puntos.                  |                                    |                                           |                   |           |                        |

|  |                      |
|  | Triunfo de Santa Fe. |
|  | Empate.              |
|  | Derrota de Santa Fe. |

## Desarrollo

### Partido de ida
| 1     | POR   | Andrés Mosquera Marmolejo |       |
| 22    | DEF   | Elvis Perlaza             | 64'   |
| 18    | DEF   | Emanuel Olivera           |       |
| 3     | DEF   | Víctor Moreno             |       |
| 32    | DEF   | Christian Mafla           |       |
| 21    | MED   | Ewil Murillo              | 38'   |
| 20    | MED   | Yílmar Velásquez          |       |
| 16    | MED   | Daniel Torres             |       |
| 8     | DEL   | Omar Fernández            | 90+2' |
| 23    | DEL   | Santiago Mosquera         | 64'   |
| 11    | DEL   | Hugo Rodallega            |       |
| D. T. | D. T. | Jorge Bava                |       |

| 29    | POR   | Washington Aguerre     |       |
| 3     | DEF   | Jhon Palacios          |       |
| 24    | DEF   | José Ortiz             |       |
| 33    | DEF   | Daniel Londoño         |       |
| 6     | MED   | Jherson Mosquera       |       |
| 14    | MED   | Baldomero Perlaza      |       |
| 18    | MED   | Homer Martínez         |       |
| 7     | MED   | Léider Berrío          | 71'   |
| 13    | MED   | Francisco Chaverra     | 90+2' |
| 27    | DEL   | Brayan León            | 81'   |
| 19    | DEL   | Francisco Fydriszewski |       |
| D. T. | D. T. | Alejandro Restrepo     |       |

| 28 | DEL | Edwar López      | 38'   |
| 24 | DEF | Jeison Angulo    | 64'   |
| 5  | MED | Jhon Meléndez    | 64'   |
| 9  | DEL | Ángelo Rodríguez | 90+2' |

| 15 | MED | Jaime Alvarado  | 71'   |
| 10 | MED | Marcus Vinicius | 81'   |
| 23 | DEF | Fainer Torijano | 90+2' |

| 30' · 42' · 76' · 89' · 90+5' | Hugo Rodallega Elvis Perlaza Emanuel Olivera Yílmar Velásquez Christian Mafla |

| 16' · 17' | Jaime Alvarado Francisco Fydriszewski |

| Principal  | Diego Ulloa   |
| Asistentes | Jhon Gallego  |
|            | David Fuentes |
| Cuarto     | José Ortiz    |

| VAR            | Keiner Jiménez |
| Asistentes VAR | John León      |

|  |                    |        |        |
|  | Tiros              | 13     | 17     |
|  | Tiros a puerta     | 4      | 4      |
|  | Faltas             | 17     | 8      |
|  | Saques de esquina  | 8      | 6      |
|  | Fueras de juego    | 1      | 0      |
|  | Posesión del balón | 51,9 % | 48,1 % |

| 1     | POR   | Andrés Mosquera Marmolejo |       |
| 22    | DEF   | Elvis Perlaza             | 64'   |
| 18    | DEF   | Emanuel Olivera           |       |
| 3     | DEF   | Víctor Moreno             |       |
| 32    | DEF   | Christian Mafla           |       |
| 21    | MED   | Ewil Murillo              | 38'   |
| 20    | MED   | Yílmar Velásquez          |       |
| 16    | MED   | Daniel Torres             |       |
| 8     | DEL   | Omar Fernández            | 90+2' |
| 23    | DEL   | Santiago Mosquera         | 64'   |
| 11    | DEL   | Hugo Rodallega            |       |
| D. T. | D. T. | Jorge Bava                |       |

| 29    | POR   | Washington Aguerre     |       |
| 3     | DEF   | Jhon Palacios          |       |
| 24    | DEF   | José Ortiz             |       |
| 33    | DEF   | Daniel Londoño         |       |
| 6     | MED   | Jherson Mosquera       |       |
| 14    | MED   | Baldomero Perlaza      |       |
| 18    | MED   | Homer Martínez         |       |
| 7     | MED   | Léider Berrío          | 71'   |
| 13    | MED   | Francisco Chaverra     | 90+2' |
| 27    | DEL   | Brayan León            | 81'   |
| 19    | DEL   | Francisco Fydriszewski |       |
| D. T. | D. T. | Alejandro Restrepo     |       |

| 28 | DEL | Edwar López      | 38'   |
| 24 | DEF | Jeison Angulo    | 64'   |
| 5  | MED | Jhon Meléndez    | 64'   |
| 9  | DEL | Ángelo Rodríguez | 90+2' |

| 15 | MED | Jaime Alvarado  | 71'   |
| 10 | MED | Marcus Vinicius | 81'   |
| 23 | DEF | Fainer Torijano | 90+2' |

| 30' · 42' · 76' · 89' · 90+5' | Hugo Rodallega Elvis Perlaza Emanuel Olivera Yílmar Velásquez Christian Mafla |

| 16' · 17' | Jaime Alvarado Francisco Fydriszewski |

| Principal  | Diego Ulloa   |
| Asistentes | Jhon Gallego  |
|            | David Fuentes |
| Cuarto     | José Ortiz    |

| VAR            | Keiner Jiménez |
| Asistentes VAR | John León      |

|  |                    |        |        |
|  | Tiros              | 13     | 17     |
|  | Tiros a puerta     | 4      | 4      |
|  | Faltas             | 17     | 8      |
|  | Saques de esquina  | 8      | 6      |
|  | Fueras de juego    | 1      | 0      |
|  | Posesión del balón | 51,9 % | 48,1 % |

| 1     | POR   | Andrés Mosquera Marmolejo |       |
| 22    | DEF   | Elvis Perlaza             | 64'   |
| 18    | DEF   | Emanuel Olivera           |       |
| 3     | DEF   | Víctor Moreno             |       |
| 32    | DEF   | Christian Mafla           |       |
| 21    | MED   | Ewil Murillo              | 38'   |
| 20    | MED   | Yílmar Velásquez          |       |
| 16    | MED   | Daniel Torres             |       |
| 8     | DEL   | Omar Fernández            | 90+2' |
| 23    | DEL   | Santiago Mosquera         | 64'   |
| 11    | DEL   | Hugo Rodallega            |       |
| D. T. | D. T. | Jorge Bava                |       |

| 29    | POR   | Washington Aguerre     |       |
| 3     | DEF   | Jhon Palacios          |       |
| 24    | DEF   | José Ortiz             |       |
| 33    | DEF   | Daniel Londoño         |       |
| 6     | MED   | Jherson Mosquera       |       |
| 14    | MED   | Baldomero Perlaza      |       |
| 18    | MED   | Homer Martínez         |       |
| 7     | MED   | Léider Berrío          | 71'   |
| 13    | MED   | Francisco Chaverra     | 90+2' |
| 27    | DEL   | Brayan León            | 81'   |
| 19    | DEL   | Francisco Fydriszewski |       |
| D. T. | D. T. | Alejandro Restrepo     |       |

| 28 | DEL | Edwar López      | 38'   |
| 24 | DEF | Jeison Angulo    | 64'   |
| 5  | MED | Jhon Meléndez    | 64'   |
| 9  | DEL | Ángelo Rodríguez | 90+2' |

| 15 | MED | Jaime Alvarado  | 71'   |
| 10 | MED | Marcus Vinicius | 81'   |
| 23 | DEF | Fainer Torijano | 90+2' |

| 30' · 42' · 76' · 89' · 90+5' | Hugo Rodallega Elvis Perlaza Emanuel Olivera Yílmar Velásquez Christian Mafla |

| 16' · 17' | Jaime Alvarado Francisco Fydriszewski |

| Principal  | Diego Ulloa   |
| Asistentes | Jhon Gallego  |
|            | David Fuentes |
| Cuarto     | José Ortiz    |

| VAR            | Keiner Jiménez |
| Asistentes VAR | John León      |

|  |                    |        |        |
|  | Tiros              | 13     | 17     |
|  | Tiros a puerta     | 4      | 4      |
|  | Faltas             | 17     | 8      |
|  | Saques de esquina  | 8      | 6      |
|  | Fueras de juego    | 1      | 0      |
|  | Posesión del balón | 51,9 % | 48,1 % |

| 1     | POR   | Andrés Mosquera Marmolejo |       |
| 22    | DEF   | Elvis Perlaza             | 64'   |
| 18    | DEF   | Emanuel Olivera           |       |
| 3     | DEF   | Víctor Moreno             |       |
| 32    | DEF   | Christian Mafla           |       |
| 21    | MED   | Ewil Murillo              | 38'   |
| 20    | MED   | Yílmar Velásquez          |       |
| 16    | MED   | Daniel Torres             |       |
| 8     | DEL   | Omar Fernández            | 90+2' |
| 23    | DEL   | Santiago Mosquera         | 64'   |
| 11    | DEL   | Hugo Rodallega            |       |
| D. T. | D. T. | Jorge Bava                |       |

| 29    | POR   | Washington Aguerre     |       |
| 3     | DEF   | Jhon Palacios          |       |
| 24    | DEF   | José Ortiz             |       |
| 33    | DEF   | Daniel Londoño         |       |
| 6     | MED   | Jherson Mosquera       |       |
| 14    | MED   | Baldomero Perlaza      |       |
| 18    | MED   | Homer Martínez         |       |
| 7     | MED   | Léider Berrío          | 71'   |
| 13    | MED   | Francisco Chaverra     | 90+2' |
| 27    | DEL   | Brayan León            | 81'   |
| 19    | DEL   | Francisco Fydriszewski |       |
| D. T. | D. T. | Alejandro Restrepo     |       |

| 28 | DEL | Edwar López      | 38'   |
| 24 | DEF | Jeison Angulo    | 64'   |
| 5  | MED | Jhon Meléndez    | 64'   |
| 9  | DEL | Ángelo Rodríguez | 90+2' |

| 15 | MED | Jaime Alvarado  | 71'   |
| 10 | MED | Marcus Vinicius | 81'   |
| 23 | DEF | Fainer Torijano | 90+2' |

| 30' · 42' · 76' · 89' · 90+5' | Hugo Rodallega Elvis Perlaza Emanuel Olivera Yílmar Velásquez Christian Mafla |

| 16' · 17' | Jaime Alvarado Francisco Fydriszewski |

| Principal  | Diego Ulloa   |
| Asistentes | Jhon Gallego  |
|            | David Fuentes |
| Cuarto     | José Ortiz    |

| VAR            | Keiner Jiménez |
| Asistentes VAR | John León      |

|  |                    |        |        |
|  | Tiros              | 13     | 17     |
|  | Tiros a puerta     | 4      | 4      |
|  | Faltas             | 17     | 8      |
|  | Saques de esquina  | 8      | 6      |
|  | Fueras de juego    | 1      | 0      |
|  | Posesión del balón | 51,9 % | 48,1 % |

## Campeón
|                              |
| Bandera de Colombia          |
| Campeón Santa Fe 10.º título |